# Sostanza pura

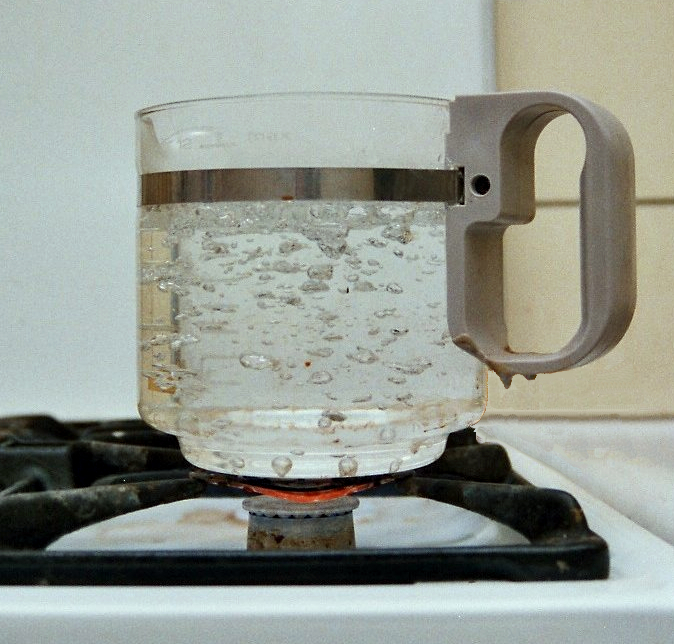
Il vapore e il liquido in figura sono due diversi stati della stessa sostanza pura: acqua

Una sostanza pura, indicata anche come sostanza chimica o semplicemente sostanza, è un sistema omogeneo di composizione definita e costante, caratterizzato da proprietà chimico-fisiche specifiche.

## Sostanze semplici, composte e miscele
Una sostanza costituita da atomi uguali (ovvero dallo stesso elemento chimico) è detta sostanza elementare o sostanza semplice (ad esempio O2, O3, N2, H2), mentre è detta sostanza composta (o composto chimico) se è costituita da atomi di natura differente (ad esempio H2O, CO2, H2SO4).
Un insieme di più sostanze pure in proporzioni variabili è definito miscela. Una sostanza non è mai pura al 100% e contiene normalmente delle impurezze, talvolta in tracce o ultratracce, per cui nella maggior parte dei casi quelle che sembrano sostanze in realtà sono miscele con una quantità di impurità più o meno elevata.

### Sostanze elementari e forme in cui si presentano
Le sostanze elementari possono presentarsi in diverse forme:
- sotto forma monoatomica: i gas nobili (He, Ne, Ar, Kr, Xe, Rn, Og);
- sotto forma molecolare: alcuni esempi sono H2, N2, O2, O3, F2, P4, S8, Cl2, Br2, I2;
- sotto forma di insieme continuo (cristallino o amorfo) di atomi legati in modo covalente: per esempio C, Si, B, Sb;
- sotto forma metallica: la maggior parte degli elementi sono metalli, alcuni esempi sono Fe, Na, Au, Ca, U.

La stessa sostanza può esistere in diverse forme allotropiche: ad esempio il diamante e la grafite (che sono entrambe sostanze pure formate da carbonio) si presentano in strutture cristalline diverse; un altro esempio è dato dall'ossigeno diatomico (O2) e dall'ozono (O3), i quali sono entrambi costituiti da ossigeno, ma differiscono per la struttura molecolare.

## Quantità di sostanza
L'unità di misura della quantità di sostanza nel SI è la mole.